# ビザ免除プログラム

米国の本土及び海外領土
自由連合盟約締結国
ビザ免除国（6ヶ月）
ビザ免除プログラム参加国（90日間）
警察証明によるビザ免除国（6ヶ月）
米国入国にビザが必要な国

ビザ免除プログラム（英語: Visa Waiver Program, VWP）は、特定の国の市民が、90日以内の観光・商用目的の場合にビザ（査証）なしでアメリカ合衆国への渡航を許可する、アメリカ合衆国連邦政府の査証プログラム。すべてのプログラムのすべての参加国は、先進国とされる高い人間開発指数（HDI, Human Development Index）を持つ高所得経済国である。

## ビザ免除指定国
アメリカ合衆国への入国を希望する渡航者が、VWPの下でビザ免除の資格を得るためには、国土安全保障長官が国務長官との協議の下に指定する"プログラム参加国"の市民でなければならない。指定国の永住権保持者は、別の指定国の市民権を持たない限り、資格を与えられない。プログラム参加国への指定基準は、移民国籍法の217項(c)で定められている（Title 8 U.S.C. §1187） 。その基準はパスポートの安全性と非入国移住者ビザの非常に低い拒絶率に基づく（米国移住法と同様に移民国籍法217項(c)(2)(A)で指定される3%以内）。2015年4月現在、38か国がVWP参加国に指定されており、2016年4月1日より、参加国にはバイオメトリック・パスポートの取得が必須条件となった。
欧州（32）
| 国と地域           | VWP適用年月日  | 備考 |
| ------------------ | -------------- | --- |
| イギリス           | 1988年7月1日   | 英国市民のみ |
| フランス           | 1989年10月1日  | |
| ドイツ             | 1989年10月1日  | |
| イタリア           | 1989年10月1日  | |
| オランダ           | 1989年10月1日  | 旧 オランダ領アンティル諸地域（ アルバ、 キュラソー、 シント・マールテン及びBES諸島）も含む                                                           |
| スウェーデン       | 1989年10月1日  | |
| スイス             | 1989年10月1日  | |
| アイスランド       | 1991年         | |
| アンドラ           | 1991年         | |
| オーストリア       | 1991年         | |
| ベルギー           | 1991年         | |
| デンマーク         | 1991年         | グリーンランド、 フェロー諸島も含む |
| フィンランド       | 1991年         | オーランド諸島も含む |
| リヒテンシュタイン | 1991年         | |
| ルクセンブルク     | 1991年         | |
| モナコ             | 1991年         | |
| ノルウェー         | 1991年         | |
| サンマリノ         | 1991年         | |
| スペイン           | 1991年         | |
| アイルランド       | 1995年4月1日   | |
| スロベニア         | 1997年9月30日  | |
| ポルトガル         | 1999年8月9日   | |
| チェコ             | 2008年11月17日 | |
| エストニア         | 2008年11月17日 | |
| ハンガリー         | 2008年11月17日 | |
| ラトビア           | 2008年11月17日 | |
| リトアニア         | 2008年11月17日 | |
| スロバキア         | 2008年11月17日 | |
| マルタ             | 2008年12月30日 | |
| ギリシャ           | 2010年4月5日   | |
| ポーランド         | 2019年11月11日 | |
| クロアチア         | 2021年10月23日 | |
| ルーマニア         | 2025年3月25日  | ルーマニアがVWPの43番目の国として追加される予定であったが、米国の国境および入国管理上の安全性の観点から、ルーマニアの加盟は2025年5月2日に取り消された |

アジア（6）
| 国と地域     | VWP適用年月日  | 備考                                                                           |
| ------------ | -------------- | ------------------------------------------------------------------------------ |
| 日本         | 1988年12月16日 |                                                                                |
| ブルネイ     | 1993年         |                                                                                |
| シンガポール | 1999年8月9日   |                                                                                |
| 韓国         | 2008年11月17日 |                                                                                |
| 中華民国     | 2012年11月1日  | 台湾の居住者かつ中華民国国民身分証の統一番号が記載された中華民国旅券所持者のみ |
| イスラエル   | 2023年10月19日 |                                                                                |
| カタール     | 2024年11月21日 |                                                                                |

南米（1）
| 国と地域 | VWP適用年月日 | 備考 |
| -------- | ------------- | ---- |
| チリ     | 2014年2月28日 |      |

オセアニア（2）
| 国と地域         | VWP適用年月日 | 備考 |
| ---------------- | ------------- | ---- |
| ニュージーランド | 1991年        |      |
| オーストラリア   | 1996年        |      |

ギリシャは、2004年5月1日の参加国拡大前の欧州連合15か国中、米国入国にビザが必要な唯一の国であったが、2010年4月5日よりVWP適用となった。スロベニアは、新しく指定された10か国の中で、2008年11月17日の大量指定以前にVWPメンバーになった唯一の国である。

## ビザ免除候補国
以下の7の国と地域が候補国である。

| 欧州（3） - ブルガリア - キプロス - バチカン | 南米（3） - アルゼンチン - ブラジル - ウルグアイ | アジア（2） - トルコ - アラブ首長国連邦 | オセアニア (1) - ナウル |

## グアム-北マリアナ諸島ビザ免除プログラム
2009年11月28日より、 グアムと 北マリアナ諸島に45日以内滞在する場合に限り、グアム-北マリアナ諸島ビザ免除プログラムが利用できる。対象国籍は以下の通りである。

| 通常のビザ免除指定国（8） - オーストラリア - ブルネイ - 日本 - ニュージーランド - 韓国 - シンガポール - 中華民国 - イギリス（英国市民） | 通常のビザ免除指定国以外の国（5） - ナウル - パプアニューギニア - マレーシア - 香港（香港特別行政区旅券と香港永住者用IDカードの所持者） - イギリス（英国国民（海外）旅券と香港永住者用IDカードの所持者） |

このプログラムを利用する場合、ESTAの申請は不要であるが、I-736（事前にオンライン登録をしたものを印刷するか、機内で用紙を入手し記入）を提出する必要がある。I-94は2018年1月より提出が不要になった。また、 中国国籍者は北マリアナ諸島のみ、45日以内の臨時入国許可が出る。
2024年11月30日午前0時（グアム現地時間）より、従来の紙のI-736は廃止され、事前にオンラインで「G-CNMI ETA」を申請しなければならない。一度承認されると最大2年間有効となる。

## アメリカ領サモアへの入国
アメリカ領サモアは、アメリカ本土とは異なる独自の出入国管理制度を行っており、米国市民権保有者であってもアメリカ領サモアへの渡航の際にはパスポートが必要となる。

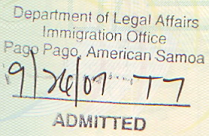
アメリカ領サモアの出入国証印

アメリカ領サモアの自治政府は、米国市民権保有者とビザ免除指定国の国籍者及び カナダ、 パラオ、 ミクロネシア連邦、 マーシャル諸島の国籍者に対しては30日間のビザ免除措置を行っており、その他の国の国籍者に対しては到着時に入国許可証（Entry permits）を発行している。

## その他のビザ免除国
VMP参加国ではないが、二国間の協定や自由連合盟約などの理由により以下の8つの国と地域は米国のビザが免除されている。

| 北米・カリブ海諸島（5） - カナダ - バハマ - バミューダ - ケイマン諸島 - タークス・カイコス諸島 | オセアニア（3） - パラオ - ミクロネシア連邦 - マーシャル諸島 |

## テロリスト渡航防止法の施行に伴う改定
2016年1月21日、テロリスト渡航防止法（Terrorist Travel Prevention Act of 2015）の施行に伴ってビザ免除プログラムの改定が行われた。この改定によって、イラク、イラン、スーダン、シリア、リビア、ソマリア、イエメン、北朝鮮の8箇国に2011年3月1日以降渡航または滞在したことがある者、及びこれらの国々との二重国籍者はビザ免除プログラムの対象外となった。ただし、公務や人道支援活動、報道、合法的な商用目的などでこれらの国々に入国した場合は、事前審査を経た上で引き続きビザ免除プログラムの対象となることがある。

## 取り消し
連邦政府は、ビザ免除の適格性をいつでも取り消すことができる。通常これは、ある国の市民が米国での不法労働や不法な滞在延長など、VWPの制約に違反する可能性が高い、と連邦政府が判断した場合に行われる。以下は取り消しの実例。
- アルゼンチン：2002年に取り消し。アルゼンチン経済危機 (1999年–2002年)とそれに伴う大量移住や不法な滞在延長といった潜在的な影響を考慮した結果。
- ウルグアイ：2003年に同様の理由で取り消し。 ルーマニア：2025年5月に入国管理上の安全性の観点から取り消し。